# 寝たきり老人ゼロ作戦
寝たきり老人ゼロ作戦（ねたきりろうじんゼロさくせん）は、厚生省（現：厚生労働省）が1989年に策定した「高齢者保健福祉推進10ヵ年戦略（ゴールドプラン）」の中の施策の1つである。

## 概要
日本における寝たきりの高齢者は、ヨーロッパの先進諸国に比べて突出して多い。そのため、寝たきりを予防して寝たきりの高齢者を減らすことを目的としている。
高齢者の自立を支援する観点から脳血管疾患のリハビリテーション、在宅医療サービスの充実、保健師、看護師などの人材の確保を図っていくとしている。

## 新寝たきり老人ゼロ作戦
1994年には、新ゴールドプラン策定に伴い、名称も新寝たきり老人ゼロ作戦と新たにした。